# Damaliscus lunatus
Damaliscus lunatus là một loài động vật có vú trong họ Bovidae, bộ Artiodactyla. Loài này được Burchell mô tả năm 1824.
Một số nhà khoa học đã phân chia các quần thể khác nhau của loài thành các loài khác nhau, dù cách phân loại này được xem là gây tranh cãi.
Loài này được tìm thấy ở Angola, Zambia, Namibia, Botswana, Zimbabwe, Eswatini (trước đây là Swaziland), và Nam Phi. Đây là một trong các loài linh dương chạy nhanh nhất ở châu Phi và có thể chạy với tốc độ lên đến 90 km/h.

## Phân loài
Loài này có 6 phân loài được công nhận:
- Damaliscus lunatus jimela
- Damaliscus lunatus korrigum
- Damaliscus lunatus lunatus
- Damaliscus lunatus superstes
- Damaliscus lunatus tiang
- Damaliscus lunatus topi

## Hình ảnh

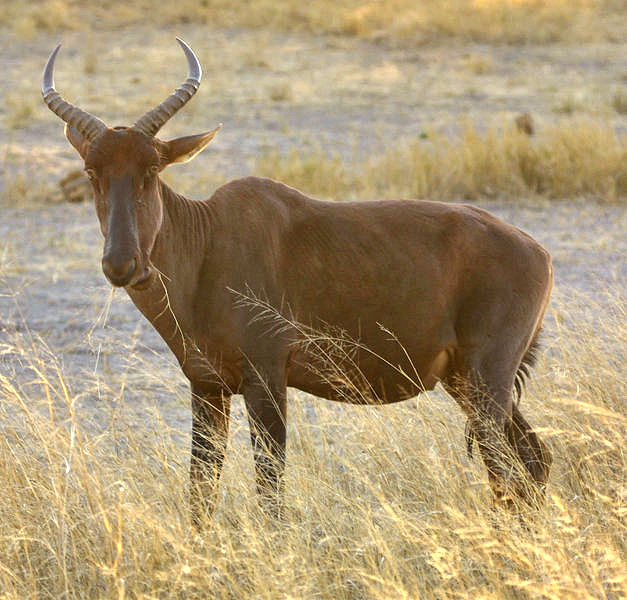
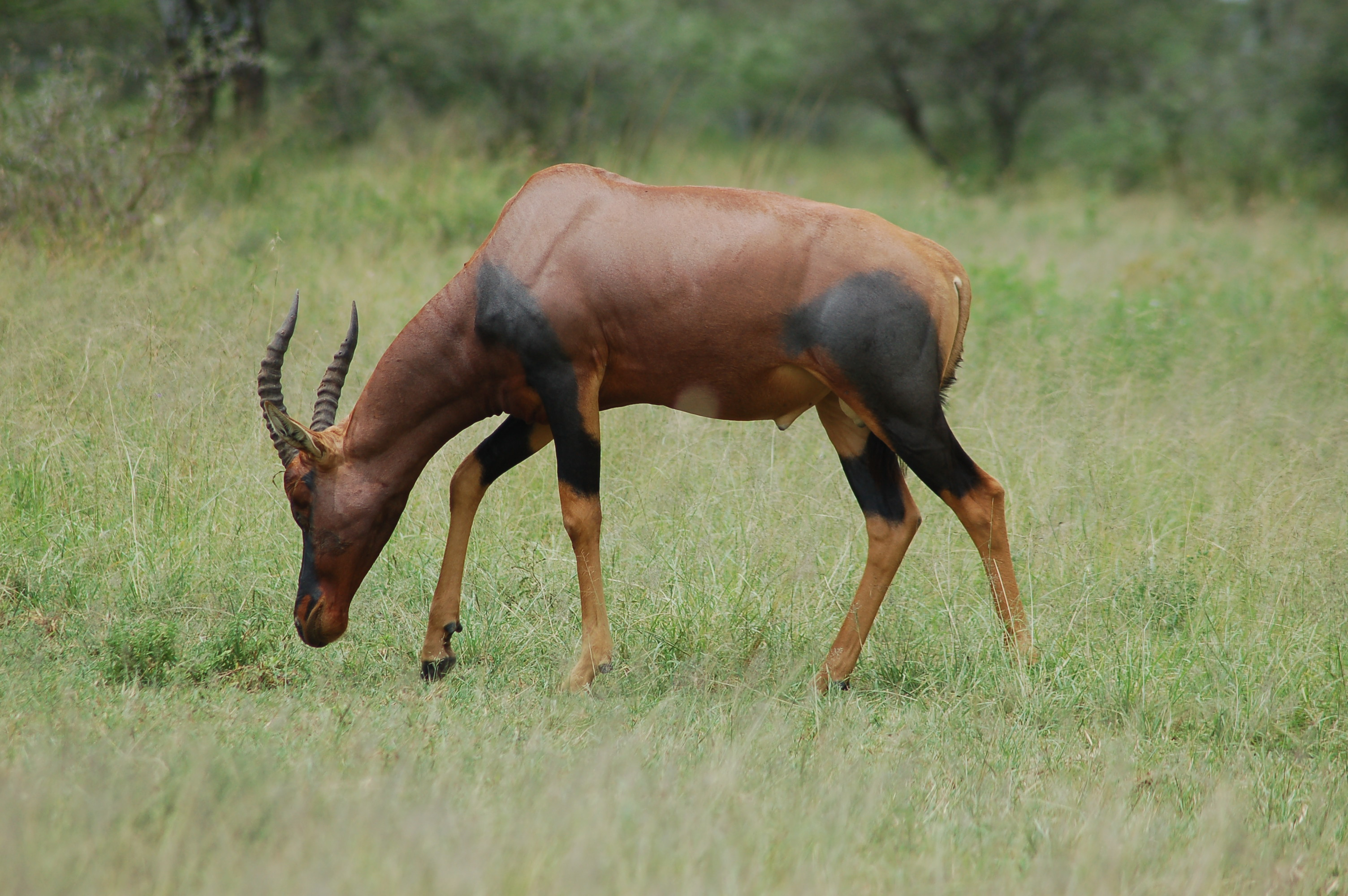
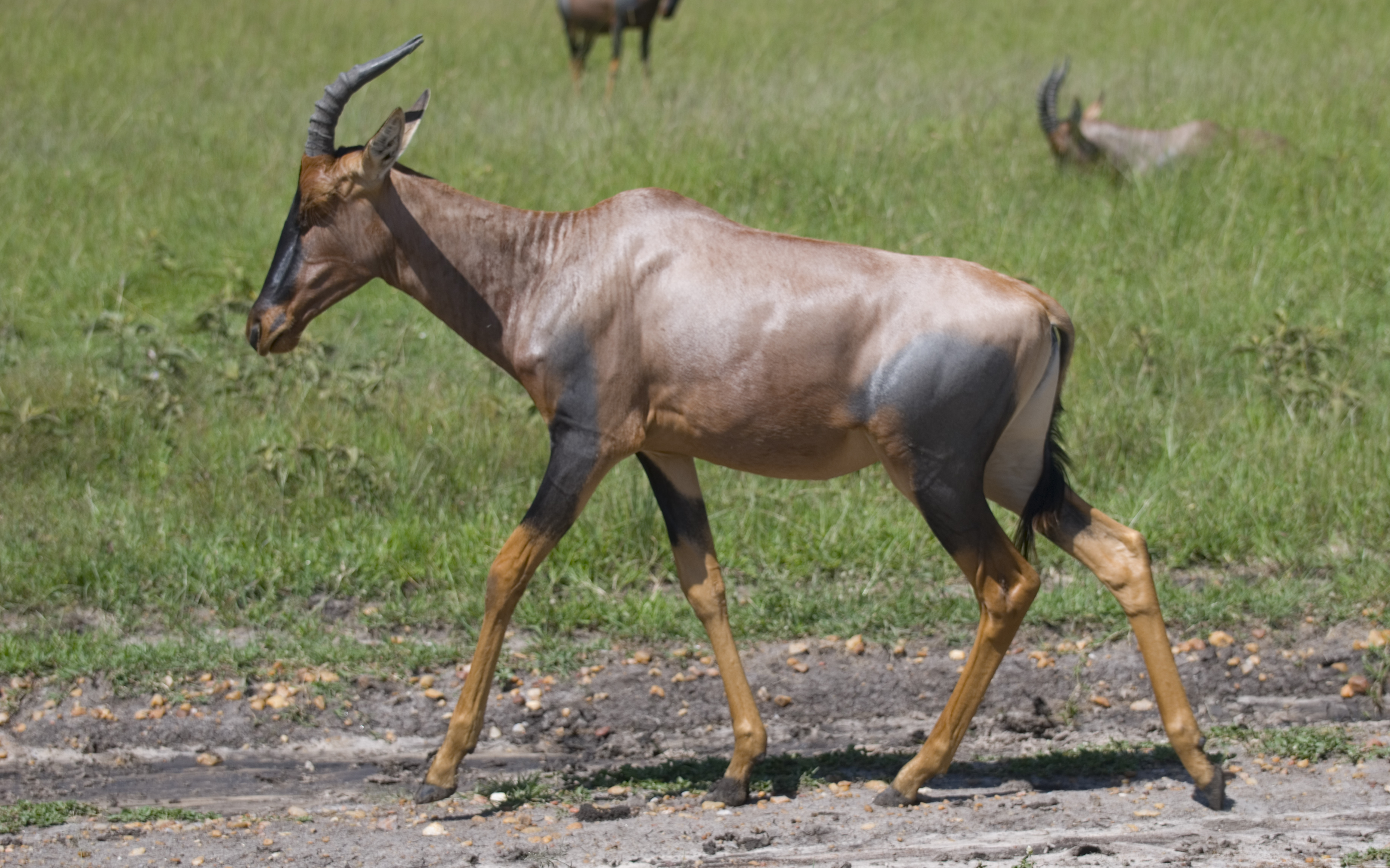
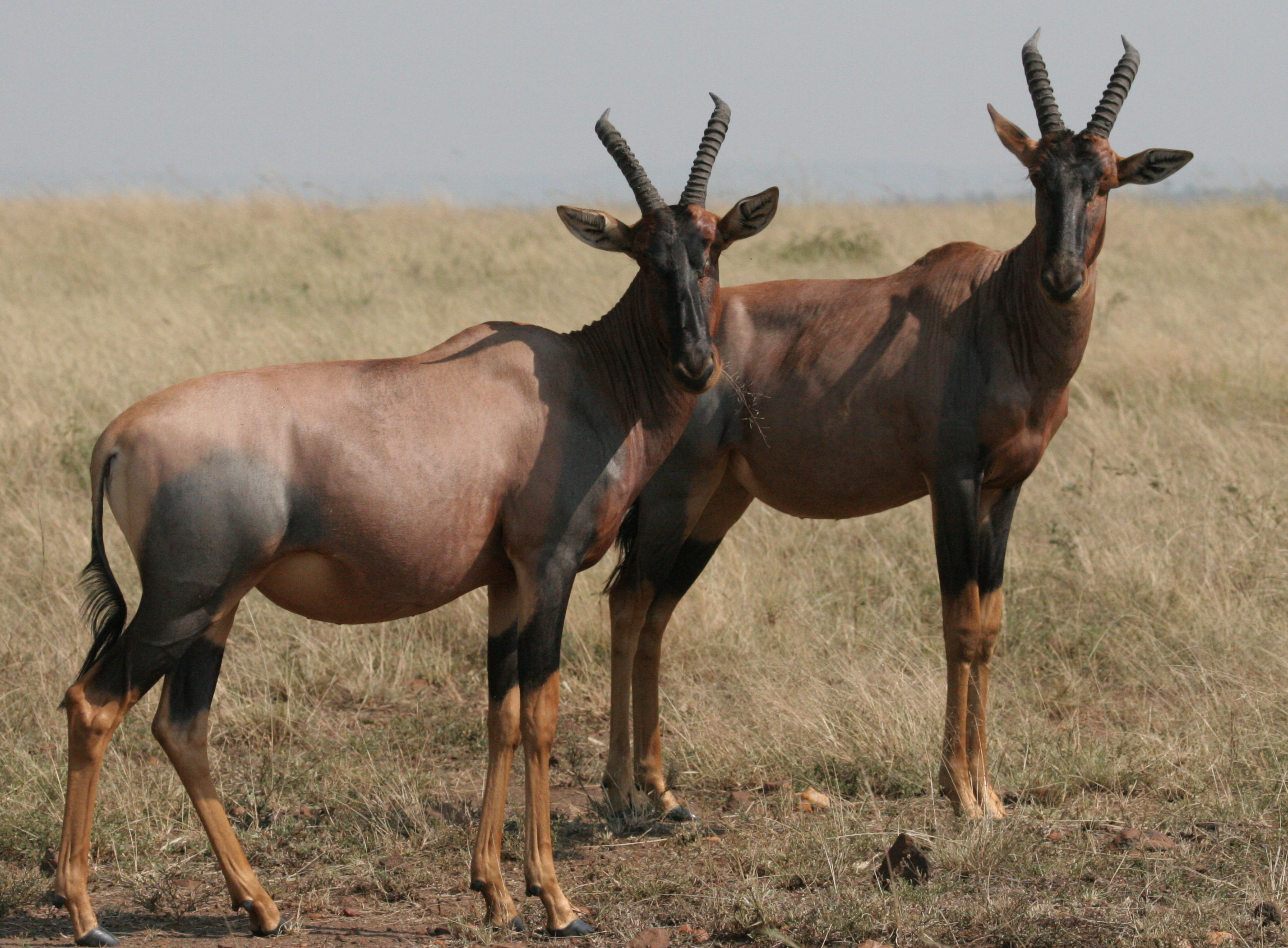
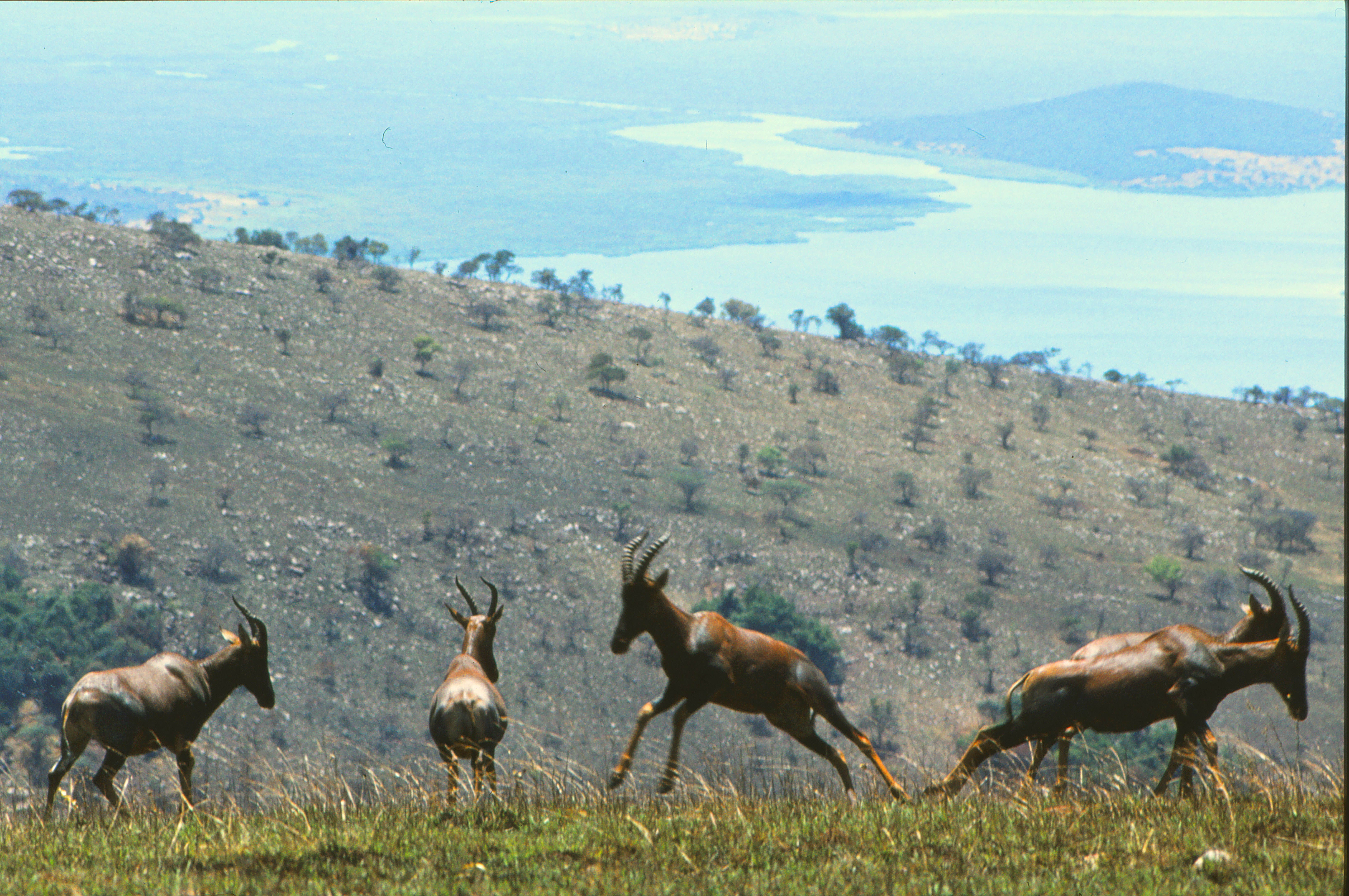